# Malik Dime
Pape Malik Dime (Dakar, 6 ottobre 1992) è un cestista senegalese.

## Palmarès
- Liga catalana: 1

Andorra: 2020
- Campionato venezuelano: 1

Gladiadores de Anzoategui: 2023